# Noretta (Így jártam anyátokkal)
 A Noretta az Így jártam anyátokkal című televízió-sorozat hetedik évadának hetedik epizódja. Eredetileg 2011. október 24-én vetítették, míg Magyarországon 2012. október 24-én.
Ebben az epizódban Kevinnek hála a banda tagjai mind rájönnek, hogy a partnerük rémesen hasonlít a szüleikre. Barney és Nora randija egyáltalán nem úgy sül el, ahogy tervezték.

## Cselekmény
Jövőbeli Ted elmeséli, hogy 2011 őszén minden barátjának volt párkapcsolata, és még hogy James is megérkezett, a MacLaren's Bár boksza egészen zsúfolttá vált. Barney lelkendezve meséli a többieknek, hogy este ő és Nora végre le fognak feküdni egymással, két hónap együttjárás után. Ezt abból következteti ki, hogy Nora egy különleges meglepetést ígért neki. A randevús este eleinte jól is indul, de aztán sok nehézség hátráltatja őket. Jégkorcsolyázás közben Nora elveszti az egyik fogát, amit egy Barney által ismert spéci ügyeletes fogorvos hoz helyre egy kétes környéken, ahol Norára rátámad egy patkány. Felmennek Barneyhoz, de ott meg szemtanúja lesz, ahogy egy öngyilkos kiugrik az ablakon. Mindennek ellenére, és még úgy is, hogy Barney szerint az egész este tönkrement, együtt töltik az éjszakát.
Mindeközben a bárban James meglepő következtetésre jut és ezt el is meséli a többieknek: Nora teljesen olyan, mint az anyjuk, Loretta. Kevin szerint nem szokatlan dolog, ha az emberek úgy választanak párt, hogy az illető hasonlít a szüleikre. Ennek nem várt következményei lesznek a többiekre nézve is. Marshall és Lily egy ideje nem szexeltek, mert Lily szerint a terhessége miatt már nem szexi. Hogy Marshall bebizonyítsa, hogy ez nem így van, készít egy speciális társasjátékot. Mivel Lily apja is társasjátékgyáros, és eszébe jut, hogy mit mondott Kevin a bárban, Lily hirtelen azt kezdi el képzelegni, hogy Marshall helyett az apja, Mickey van előtte. Így Marshall bármit csinál, sajnos nem tudja sikerre vinni. Ha ez nem lenne elég, Marshall meg Lilyt kezdi úgy látni, mintha a saját apja lenne, és ez teljesen kiborítja.
Eközben Kevin aggodalmaskodik amiatt, hogy Robin és Ted túl közel vannak egymáshoz, hiszen nemcsak lakótársak, de közös múltjuk is van. Robin azt mondja, hogy csak azért olyan kedves Teddel, mert olyan sebezhető, hiszen mindig is arról álmodott, hogy meg fog nősülni, erre most az összes barátjának van valakije, csak ő egyedülálló. Mikor Kevin kérdőre akarja vonni Tedet, ő eleinte tartja magát, de végül összeomlik, és bevallja, hogy valóban nagyon sebezhető. Kevin megszánja őt, és beleegyezik, hogy elmegy vele egy Weird Al Yankovic koncertre. Később Ted a bárban egy nővel randizik, aki teljesen olyan, mint az anyja, de őt ez nem érdekli.
A zárójelenetben látható, hogy 1985-ben Weird Al Yankovic a rajongói leveleket olvassa, és köztük van az akkor még kisgyerek Ted levele is, aki felveti, hogy milyen jó Madonna-paródiát lehetne csinálni "Like A Surgeon" címmel.

## Kontinuitás
- Barney ismét bemutat egy bűvésztrükköt.
- Mikor James megjegyzi, hogy Barney egy csomó ember anyjával is lefeküdt, Marshall megveregeti Ted vállát, indirekt módon célozva arra, hogy a "Villásreggeli" című részben Barney talán lefeküdt az ő anyjával is.
- Kevin ismét megemlíti, hogy az ő családjában az anyjajobban kedvelte a testvérét ("Tanulmányi kirándulás")
- "A közös este" című részből derült ki, hogy Marshall szeret társasjátékokat kitalálni, Mickeyről pedig a "Pofonadás 2: A pofon visszaüt" című részben derült ki ugyanez.
- Barney a "Téves riasztás" című részben játszott utoljára "Barney Kedvencei"-t.

## Jövőbeli visszautalások
- Peculiar Jacques újra megemlítésre kerül "A medál" című epizódban.

## Érdekességek
- Lily az ágyban eszik, noha Marshall ezt megtiltotta a "Külön ágyak" című epizódban a hangyák miatt.
- Loretta, aki "A muzsika hangja" nagy rajongója, a "My Favourite Things" című dalt énekli. Az őt alakító Frances Conroy a "Sírhant Művek" című sorozat epizódjában ugyanezt a dalt énekli.
- A film, amelyet Ted meg akar nézni az érmegyűjtésről, a valóságban nem létezik.
- Barney gitárszóló-imitációi a "Bill és Ted zseniális kalandja" és "Bill és Ted haláli túrája" című filmekre történő utalás.

## Vendégszereplők
- Wayne Brady – James Stinson
- Frances Conroy – Loretta Stinson
- Chris Elliott – Mickey Aldrin
- Bill Faggerbakke – Marvin Eriksen Sr.
- Cristine Rose – Virginia Mosby
- Weird Al Yankovic – önmaga
- Kal Penn – Kevin
- Nazanin Boniadi – Nora

## Zene
- A muzsika hangja – My Favourite Things